# 93e cérémonie des Oscars
La 93e cérémonie des Oscars du cinéma (93rd Academy Awards), organisée par l'Academy of Motion Picture Arts and Sciences, a eu lieu à l'Union Station de Los Angeles pour récompenser les films sortis en 2020. Elle s'est déroulée le 25 avril 2021.

## Cérémonie et changements
La pandémie de Covid-19 et son impact sur l'industrie cinématographique — y compris les interruptions de la production cinématographique et les fermetures de cinémas à l'échelle nationale en raison de restrictions sur le commerce et les rassemblements publics — devraient avoir un impact majeur sur les Oscars. En particulier, les Oscars exigent que les films aient reçu une sortie en salles dans le comté de Los Angeles pendant au moins une semaine pour être éligibles. L'Académie a déclaré qu'elle était « en train d'évaluer tous les aspects de ce paysage incertain et quels changements pourraient être nécessaires ».
Au cours d'une réunion, l'Académie a voté pour modifier ses critères d'éligibilité pour la 93e édition uniquement, autorisant temporairement les films sortis pour la première fois via une vidéo transactionnelle protégée par mot de passe, s'ils étaient initialement prévus pour une sortie en salles et sont téléchargés. Au service de dépistage en ligne d'AMPAS dans les 60 jours suivant leur publication. L'exigence précédente d'une sortie en salle de sept jours sera rétablie une fois que les cinémas auront suffisamment repris leurs activités.
À la demande de la « branche son » et en raison de leur portée qui se chevauche, l'Académie a voté pour consolider la catégorie Meilleur mixage sonore et Meilleur montage sonore en une seule catégorie Meilleur son (ce qui réduit le nombre total de catégories à 23). Les règles de la meilleure partition originale exigent désormais que la partition d'un film comprenne au moins 60 % de musique originale, et les films et suites de franchise doivent avoir au moins 80 % de musique nouvelle. Dans le cadre des initiatives environnementales, la distribution d'articles physiques ou sur papier, tels que des copies d'écran, des scénarios et des CD de musique, sera interrompue après la 93e cérémonie des Oscars. Les visionneuses seront uniquement desservies par le service de diffusion en continu « Salle de projection de l'Académie » réservé aux membres. Pour la première fois, le vote préliminaire du meilleur long métrage international sera ouvert à tous les membres votants de l'Académie.
Steven Soderbergh rejoint l'équipe de production de la cérémonie.

## Présentateurs et intervenants
Présentateurs
- Pour la troisième année consécutive, aucun maître de cérémonie n'a été désigné pour présenter cette 93e cérémonie des Oscars.

Intervenants
- Regina King remet l'Oscar du meilleur scénario original et l'Oscar du meilleur scénario adapté
- Laura Dern remet l'Oscar du meilleur film international et l'Oscar du meilleur acteur dans un second rôle
- Don Cheadle remet l'Oscar des meilleurs maquillages et coiffures et l'Oscar des meilleurs costumes
- Bryan Cranston remet le Prix humanitaire Jean-Hersholt au Motion Picture & Television Fund
- Bong Joon-ho et Sharon Choi (en) remettent l'Oscar du meilleur réalisateur
- Riz Ahmed remet l'Oscar du meilleur son et l'Oscar du meilleur court métrage en prises de vues réelles
- Reese Witherspoon remet l'Oscar du meilleur court métrage d'animation et l'Oscar du meilleur film d'animation
- Marlee Matlin et Jack Jason remettent l'Oscar du meilleur court métrage documentaire et l'Oscar du meilleur film documentaire
- Steven Yeun remet l'Oscar des meilleurs effets visuels
- Brad Pitt remet l'Oscar de la meilleure actrice dans un second rôle
- Halle Berry remet l'Oscar des meilleurs décors et l'Oscar de la meilleure photographie
- Harrison Ford remet l'Oscar du meilleur montage
- Viola Davis remet le Prix humanitaire Jean-Hersholt à Tyler Perry
- Zendaya remet l'Oscar de la meilleure musique de film et l'Oscar de la meilleure chanson originale
- Angela Bassett présente le segment In Memoriam
- Rita Moreno remet l'Oscar du meilleur film
- Renée Zellweger remet l'Oscar de la meilleure actrice
- Joaquin Phoenix remet l'Oscar du meilleur acteur

## Palmarès
Les nominations sont annoncées en direct le 15 mars 2021,.

### Meilleur film
- Nomadland – Frances McDormand, Peter Spears, Mollye Asher, Dan Javey et Chloé Zhao
  - The Father – David Parfitt, Jean-Louis Livi et Philippe Carcassonne
  - Judas and the Black Messiah – Shaka King, Charles D. King et Ryan Coogler
  - Mank – Ceán Chaffin, Eric Roth et Douglas Urbanski
  - Minari – Christina Oh
  - Promising Young Woman – Ben Browning, Ashley Fox, Emerald Fennell et Josey McNamara
  - Sound of Metal – Bert Hamelinick et Sacha Ben Harroche
  - Les Sept de Chicago – Marc Platt et Stuart Besser

### Meilleure réalisation
- Chloé Zhao pour Nomadland
  - Thomas Vinterberg pour Drunk
  - David Fincher pour Mank
  - Lee Isaac Chung pour Minari
  - Emerald Fennell pour Promising Young Woman

### Meilleur acteur
- Anthony Hopkins pour le rôle d'Anthony dans The Father
  - Riz Ahmed pour le rôle de Ruben dans Sound of Metal
  - Chadwick Boseman pour le rôle de Levee dans Le Blues de Ma Rainey (Ma Rainey's Black Bottom)
  - Gary Oldman pour le rôle de Herman J. Mankiewicz dans Mank
  - Steven Yeun pour le rôle de Jacob Yi dans Minari

### Meilleure actrice
- Frances McDormand pour le rôle de Fern dans Nomadland
  - Viola Davis pour le rôle de Ma Rainey dans Le Blues de Ma Rainey (Ma Rainey's Black Bottom)
  - Andra Day pour le rôle de Billie Holiday dans Billie Holiday : Une affaire d'État (The United States vs. Billie Holiday)
  - Vanessa Kirby pour le rôle de Martha dans Pieces of a Woman
  - Carey Mulligan pour le rôle de Cassandra dans Promising Young Woman

### Meilleur acteur dans un second rôle
- Daniel Kaluuya pour le rôle de Fred Hampton dans Judas and the Black Messiah
  - Sacha Baron Cohen pour le rôle de Abbie Hoffman dans Les Sept de Chicago
  - Leslie Odom Jr. pour le rôle de Sam Cooke dans One Night in Miami
  - Paul Raci pour le rôle de Joe dans Sound of Metal
  - Lakeith Stanfield pour le rôle de William O’Neal dans Judas and the Black Messiah

### Meilleure actrice dans un second rôle
- Youn Yuh-jung pour son rôle de Soon-ja dans Minari
  - Maria Bakalova pour le rôle de Tutar Sagdiyeva dans Borat, nouvelle mission filmée
  - Glenn Close pour le rôle de Bonnie Vance dans Une ode américaine (Hillbilly Elegy)
  - Olivia Colman pour le rôle d'Anne dans The Father
  - Amanda Seyfried pour le rôle de Marion Davies dans Mank

### Meilleur scénario original
- Emerald Fennell - Promising Young Woman
  - Lee Isaac Chung - Minari
  - Will Berson et Shaka King - Judas and the Black Messiah
  - Darius Marder et Abraham Marder - Sound of Metal
  - Aaron Sorkin - Les Sept de Chicago

### Meilleur scénario adapté
- Christopher Hampton et Florian Zeller - The Father, d'après la pièce de théâtre éponyme écrite par Florian Zeller
  - Sacha Baron Cohen - Borat, nouvelle mission filmée, d'après le personnage de Borat Sagdiyev créé par Sacha Baron Cohen
  - Chloé Zhao - Nomadland, d'après le livre Nomadland: Surviving America in the Twenty-First Century écrit par Jessica Bruder
  - Kemp Powers - One Night in Miami, d'après la pièce de théâtre éponyme écrite par Kemp Powers
  - Ramin Bahrani - Le Tigre Blanc, d'après la nouvelle éponyme de Arvind Adiga

### Meilleurs décors et direction artistique
- Mank - Donald Graham Burt et Jan Pascale
  - The Father - Peter Francis et Cathy Featherstone
  - Le Blues de Ma Rainey - Mark Ricker, Karen O'Hara et Diana Sroughton
  - La Mission - David Crank et Elizabeth Keenan
  - Tenet - Nathan Crowley et Kathy Lucas

### Meilleurs costumes
- Le Blues de Ma Rainey – Ann Roth
  - Emma. – Alexandra Byrne
  - Mank – Trish Summerville
  - Mulan – Bina Daigeler
  - Pinocchio – Massimo Cantini Parrini

### Meilleurs maquillages et coiffures
- Le Blues de Ma Rainey - Matiki Anoff, Mia Neal, Larry M. Cherry
  - Emma. - Marese Langan, Laura Allen, and Claudia Stolze
  - Une ode américaine - Eryn Krueger Mekash, Patricia Dehaney, Matthew Mungle
  - Mank - Kimberley Spiteri, Gigi Williams
  - Pinocchio - Dalia Colli, Mark Coulier, Francesco Pegoretti

### Meilleure photographie
- Mank – Erik Messerschmidt
  - Judas and the Black Messiah – Sean Bobbitt
  - Nomadland – Joshua James Richards
  - La Mission – Dariusz Wolski
  - Les Sept de Chicago – Phedon Papamichael

### Meilleur montage
- Sound of Metal – Mikkel E.G. Nielsen
  - Nomadland – Chloé Zhao
  - Promising Young Woman – Frédéric Thoraval
  - The Father – Yorgos Lamprinos
  - Les Sept de Chicago – Alan Baumgarten

### Meilleur son
- Sound of Metal – Nicolas Becker, Jaime Baksht, Michelle Couttolenc, Carlos Cortes et Philip Bladh
  - USS Greyhound : La Bataille de l'Atlantique – Warren Shaw, Michael Minkler, Beau Borders et David Wyman
  - Mank – Ren Klyce, Jeremy Molod, David Parker, Nathan Nance et Drew Kunin
  - La Mission - Oliver Tarney, Mike Prestwood Smith, William Miller et John Pritchett
  - Soul – Ren Klyce, Coya Elliot et David Parker

### Meilleurs effets visuels
- Tenet – Andrew Jackson, David Lee, Andrew Lockley et Scott Fisher
  - Love and Monsters – Matt Sloan, Genevieve Camailleri, Matt Everitt et Brian Cox
  - Minuit dans l'univers – Matthew Kasmir, Christopher Lawren, Max Solomon et David Watkins
  - Mulan – Sean Faden, Anders Langlands, Seth Maury et Steven Ingram
  - Le Seul et Unique Ivan – Nick Davis, Greg Fisher, Ben Jones et Santiago Colomo Martinez

### Meilleure chanson originale
- Fight For You dans Judas and the Black Messiah – H.E.R., Dernst Emile II et Tiara Thomas
  - Hear My Voice dans Les Sept de Chicago – Daniel Pemberton et Celeste Waite
  - Husavik dans Eurovision Song Contest: The Story of Fire Saga – Savan Kotecha, Fat Max Gsus et Rickard Göransson
  - Io sì (Seen) dans La Vie devant soi (La Vita Davanti a Se) – Diane Warren et Laura Pausini
  - Speak Now dans One Night in Miami – Leslie Odom, Jr. et Sam Ashworth

### Meilleure musique de film
- Trent Reznor, Atticus Ross et Jon Batiste – Soul
  - Terence Blanchard – Da 5 Bloods
  - Trent Reznor et Atticus Ross – Mank
  - Emile Mosseri – Minari
  - James Newton Howard – La Mission

### Meilleur film international
- Drunk (Druk) de Thomas Vinterberg  Danemark
  - Better Days (少年的你, Shàonián dě nǐ) de Derek Tsang  Chine
  - L'Affaire collective (Colectiv) d'Alexander Nanau  Roumanie
  - L'Homme qui a vendu sa peau de Kaouther Ben Hania  Tunisie
  - La Voix d'Aïda de Jasmila Žbanić  Bosnie-Herzégovine

### Meilleur film d'animation
- Soul – Pete Docter et Dana Murray
  - En avant – Dan Scanlon et Kori Rae
  - Voyage vers la Lune – Glen Keane, Gennie Rin et Peilin Chou
  - Shaun le mouton : La ferme contre-attaque – Richard Phelan, Will Becher et Paul Kewley
  - Le Peuple Loup – Tomm Moore, Ross Stewart, Paul Young et Stéphan Roelants

### Meilleur film documentaire
- La Sagesse de la pieuvre (My Octopus Teacher) – Pippa Ehrlich, James Reed et Craig Foster
  - L'Affaire collective (Colectiv) – Alexander Nanau et Bianca Oana
  - Crip Camp – Nicole Newnham, Jim LeBrecht et Sara Bolder
  - El agente topo – Maite Alberdi et Marcela Santibáñez
  - Time – Garrett Bradley, Lauren Domino et Kellen Quinn

### Meilleur court métrage (prises de vues réelles)
- Two Distant Strangers – Travon Free et Martin Desmond Roe
  - Feeling Trough – Doug Roland et Susan Ruzenski
  - The Letter Room (en) – Elvira Lind et Sofia Sondervan
  - The Present – Farah Nabulsi
  - White Eye – Tomer Shushan et Shira Hochman

### Meilleur court métrage (documentaire)
- Colette – Anthony Giacchino (réalisateur) et Alice Doyard (productrice)
  - A Concerto Is a Conversation (en) – Ben Proudfoot et Kris Bowers
  - Do Not Split (en) – Anders Hammer and Charlotte Cook
  - Hunger Ward (en) – Skye Fitzgerald et Michael Scheuerman
  - A Love Song for Latasha (en) – Sophia Nahli Allison et Janice Duncan

### Meilleur court métrage (animation)
- If Anything Happens I Love You – Will McCormack et Michael Govier
  - Mon terrier –  Madeline Sharafian et Michael Capbarat
  - Genius loci – Adrien Mérigeau et Amaury Ovise
  - Opera – Erick Oh
  - Yes-People – Gísli Darri Halldórsson et Arnar Gunnarsson

### Prix spéciaux
Il n'y a pas d'Oscars d'honneur lors de cette cérémonie. Le prix humanitaire Jean-Hersholt est cependant remis à :
- Tyler Perry (réalisateur, acteur, scénariste) : pour son engagement et sa philanthropie pour la communauté afro-américaine
- Motion Picture & Television Fund (organisation caritative)

## Réception critique et audimat
L’audience de la cérémonie s’écroule et atteint un plus bas historique aux Etats-Unis. Avec moins de 10 millions de téléspectateurs, l’audience de la 93e cérémonie des Oscars connaît une chute de 58 % par rapport à l’année précédente qui était déjà à l’époque le pire score d’audience enregistré par l’événement. Pour comparaison, en 2014, la soirée de gala attirait encore plus de 43 millions de spectateurs devant la télévision, et, habituellement, les Oscars représentaient l’événement non sportif le plus suivi de l’année. Les avis des critiques sur la cérémonie sont partagés, beaucoup regrettant le manque d’humour et de numéros musicaux.

## Statistiques

### Nominations multiples
- 10 : Mank
- 6 : The Father, Minari, Nomadland, Sound of Metal et Les Sept de Chicago
- 5 : Le Blues de Ma Rainey, Promising Young Woman, Judas and the Black Messiah
- 4 : La Mission
- 3 : One Night in Miami et Soul
- 2 : Drunk, Borat, nouvelle mission filmée, L'Affaire collective, Emma, Une ode américaine, Mulan, Pinocchio et Tenet

### Récompenses multiples
- 3 / 6 : Nomadland
- 2 / 10 : Mank
- 2 / 6 : The Father
- 2 / 6 : Sound of Metal
- 2 / 5 : Le Blues de Ma Rainey
- 2 / 5 : Judas and the Black Messiah
- 2 / 3 : Soul

### Les grands perdants
- 1 / 6 : Minari
- 1 / 5 : Promising Young Woman
- 1 / 2 : Drunk
- 1 / 2 : Tenet
- 0 / 6 : Les Sept de Chicago
- 0 / 4 : La Mission
- 0 / 3 : One Night in Miami